# 大曲昭恵
大曲 昭恵 (おおまがり あきえ 1958年1月22日- ) は、日本の自治体公務員。

## 人物
富山県出身。1980年福岡大学法学部経営法学科を卒業後、1981年福岡県庁入庁。福祉労働部子育て支援課長、同部次長、新社会推進部長などを経て、2015年より福岡県副知事 (生え抜き初の女性副知事) 。2019年再任。2021年福岡県知事職務代理者。